# 腾讯相关争议
本條目列出有关腾讯公司软件平台所相关的争议。

## 非正常死亡事件

### 用户
- 2020年8月15日（星期六）17：53分，嘉达研发大楼A座发生一起坠楼事件，21岁因微信被封跳楼的坠楼者经现场抢救无效死亡。[1][2]

### 员工
- 2012年5月，腾讯女性频道主编于石泓因脑溢血去世。[3]
- 2015年12月13日晚，腾讯游戏技术研发中心语音引擎组副组长frontlee（李俊明）陪孕妻散步时猝死，或系过劳死。[4][3]
- 2021年5月21日晚11时左右，一名腾讯光子工作室群的21岁海外留学实习生在科兴科技园C栋坠楼身亡。[5] [6][7]
- 2021年12月11日上午，腾讯游戏天美F1工作室引擎开发组组长毛星云意外身故。[8] [9][4]

## 腾讯QQ相关争议

### 显示隐身
很多包含显示隐身功能的第三方软件侵犯了用户隐私和腾讯公司的著作权，因此受到腾讯的指责和法理维权。但是，2004年推出的“QQ千里眼”功能因为也可以获取好友隐身信息而受到诟病，因此腾讯于2008年12月1日关闭了该功能。

### 清理第三方QQ软件
2003年，腾讯公司采取首次维权。但是，2004年，互联网上开始流行更多的第三方QQ版本，如飘云、狂人、传美等。到了2006年，腾讯公司改变策略，开始清理第三方QQ软件，选择了当时用户数最多、影响最大的珊瑚虫QQ，最终珊瑚虫QQ作者被捕。同时期的其他第三方QQ软件（如飘云版QQ）因此事也自行宣布停止开发。有人认为珊瑚虫QQ作者被捕是因为珊瑚虫的“去广告”功能和以植入第三方插件的方式收取第三方插件商广告费用与腾讯公司产生了利益冲突。但是，第三方软件的确在法律上侵犯了腾讯公司的软件著作权并以此来盈利，并且第三方软件也给用户带来了隐私泄露和安全上的风险。
由於QQ在Android上的應用程式飽為詬病，有互聯網愛好者在酷安網中QQ應用的評論區发布自行修改的QQ應用。修改內容包括主题美化、去除QQ消息氣泡、防止消息撤回、遏止後台等內容。用戶如使用经过修改的第三方Android QQ可能會被騰訊發現並风控/冻结賬號。

### 消息过滤
早在2003年就有用户反映通过QQ传送的信息似乎被过滤和检查过。后经专业人士分析指出：QQ系统被安装上了关键字过滤系统，除了被要求安装关键字过滤系统，因怀疑大量百度空间网页带有木马病毒、.cn域名因及其低廉的价格制造了大量垃圾信息网站，百度空间域名和.cn域名也一度遭到屏蔽。用户所发送的信息含有所设定的任意一个关键字，整句就会被截下，而用户方没有提示，接收方也收不到，在接收方的QQ屏幕上将无任何显示。最开始有近800个关键字，2007年发展到1041个。在珊瑚虫案起诉书被公布后，有网友发现在QQ上发送珊瑚虫案起诉书全文会被强迫下线并提示“危害其它用户”。在2009年春节期间，山寨春晚的网址亦遭屏蔽，腾讯的理由为“不良网址”。截止到QQ2010版本，之前的信息过滤（如山寨春晚网址，.cn的域名等）均不再屏蔽，同时大量政治敏感词汇也逐步解封。
2018年2月25日起至3月底，微信头像、昵称及个性签名、QQ空间个人档资料内容暂时无法修改；2019年纪念六四运动30周年前后亦发生过此现象。
2018年5月9日晚间，腾讯QQ服务突然出现故障，具体表现为消息频频显示发送失败，文件传输也不稳定。

### 兼容性
腾讯QQ能在Windows和Mac OS X平台下运行。加入了键盘保护驱动（购自INCA Internet Co., Ltd.）的某些版本会造成Windows XP系统蓝屏。而Windows Vista刚刚發佈时，其键盘保护驱动再次导致系统蓝屏，不久，腾讯发布的2007 Beta1版本解决了此问题。腾讯比较重视对不同版本Windows的兼容性，在常见Windows平台上基本能很好地运行。现在，QQ For Mac、Linux已经出现，但Mac OS X和Linux平台上的版本功能较为单一。
由于没有相关系统的官方QQ版本，一些网友自己开发了相应的客户端。这些客户端可兼容QQ登录协议，可实现登录、发送消息等功能，但不能实现Windows版本客户端的全部功能。目前Linux平台下网友自己开发的较好的QQ客户端包括Icalingua++（页面存档备份，存于）、Eva（支持文件传输）、LumaQQ（开发已停滞）、Pidgin（该客户端支持多客户协议，除QQ外还支持MSN、Yahoo、Google等多个公司的即时消息协议）。目前，由于腾讯对第三方客户端的封锁操作，这些客户端大部分情况下无法正常登录，例如Pidgin，设置使用2008 QQ版本可以登录，但是有时会出现账号被锁定的情况，需要激活。
Mac OS平台则有LumaQQ的Mac版本iQQ等。2008年1月28日随着QQ for Mac 1.0 Preview版本的登场，此问题得以解决。QQ for Mac是一款Universal应用程序，支持Intel和PowerPC硬件平台，全面支持Tiger和全新Leopard操作系统。2008年7月31日，官方的QQ for Linux（页面存档备份，存于）提供下载。
2006年年底开始有使用者发现，USB键盘的使用者按任意键或者插拔键盘就有可能出现蓝屏、花屏甚至重启，特别是运行大型游戏（已经证实的有魔兽世界、极品飞车9、CS、模拟人生2、完美世界国际版等）使用快捷键操作的时候，并且不启动QQ时也会出现同一情况。最终人们发现这一问题是QQ的密码保护功能与USB接口键盘不兼容所造成。由于最初很少用户怀疑这个问题和QQ有任何关系，这一问题给部分用户造成很大损失，轻则更换键盘、重装系统，重则修理主板和内存。2007年2月7日腾讯QQ在其网站上登出了声明，提出了临时解决方案，这一方案与两个半月之前网友提出的解决方案基本雷同。直到2007年8月1日，这一问题仍未彻底解决。
2009年至2020年期间，腾讯一直未对QQ的Linux版本进行维护升级，仅在2020年4月9日释出Beta 2.0版本。腾讯试图通过其推出的网页版QQ：WebQQ（现称SmartQQ，已在2018年12月停止服务）来满足其他平台用户群的需求。
Windows操作系统安装QQ后，会出现“QQ安全防护”进程，此进程用户无法直接禁止运行，而且会随着操作系统启动时自动运行，大部分用户对此感到厌恶。

### QQ用户状告腾讯被拒
腾讯因为在处理用户QQ号被盗方面措施不利而多次被用户起诉。2007年11月，济南用户王谦因为自己号码被盗却要为盗号者買单一事状告腾讯公司。

### 扫描硬盘文件
2010年初开始，开始有网民在论坛和网站质疑腾讯QQ扫描硬盘文件，认为腾讯QQ在正常工作时，会扫描大量与程序自身无关的软件和用户的个人文件，认为QQ在「窥视」用户隐私。随后爆发的「3Q大战」中有武汉的网友用微软出品的Process Monitor监视QQ，认为QQ存在扫描行为。而早在2010年中，有用户制作了一款免费开源非商业的“QQ侦探”软件以阻止QQ扫描用户的硬盘。2010年11月5日，腾讯公司声明QQ确实会扫描用户部分硬盘文件，但这只是正常的安全检查。后续腾讯QQ在隐私处理上更加谨慎，在保障安全的前提下，只对内存、QQ安装目录等易被木马入侵的关键位置进行检查，且只检查可执行文件，不涉及到用户隐私。

### 腾讯WebQQ窃取用户Gmail账号
WebQQ 2.0于2010年9月14日发佈当天，曾有一个登录Gmail邮箱的网页应用，有人通过查看网页源代码发现该应用除连接Gmail的服务器获取认证外，还会将用户的登录资料发送到腾讯的一个服务器。不久，该应用随即被举报为欺诈网站；到了当天下午该应用被撤下。
在WebQQ2.0于2010年九月上线后，增添了一个通过其网站登陆Gmail的功能。但是，腾讯制作了一个https://web2.qq.com/cgi/gmail/gmail.html 的网站（经由网友举报已被Firefox、Chrome报告为钓鱼网站）。在其.js文件中，有账号和密码被发送到腾讯服务器上的证据，目的不明。目前腾讯已将此功能撤下。

### 声音商标注册争议
2014年5月4日，腾讯公司向国家工商行政管理总局商标局提出“嘀嘀嘀嘀嘀嘀”（QQ新消息提示音）声音商标的注册申请。2015年8月11日，商标局以“申请商标由简单、普通的音调或旋律组成，在指定使用项目上缺乏显著性”为由拒绝这一申请，后腾讯公司向商标评审委员会提出复审申请，并提交包括多个版本的QQ有新消息传来时提示音的证据，但商评委仍以“难以起到区分服务来源的作用”为由拒绝。腾讯公司表示不服，向北京知识产权法院提起行政诉讼，将商评委告上法庭，并提交了申请商标的音频文件、商标注册申请书及申请商标的光谱表、频谱表、波形图，用以证明申请商标并非“嘀嘀嘀嘀嘀嘀”声音的简单重复，以及国家图书馆检索的152篇文献，用以证明QQ提示音已经长期大量使用，而且领域广泛，能够起到区分服务来源的作用。根据北京知识产权法院的一审判决，认定该声音商标具有标识服务来源的功能，故撤销商评委作出的被诉决定。但商标评审委员会不服一审判决，向北京市高级人民法院提起上诉。商标评审委员会认为，商标“嘀”音组成的声音常见于包含电子组件的相关产品的报警音或提示音等情况，缺乏商标应有的显著性，难以起到区分服务来源的作用。2018年10月底，北京高院终审宣判，驳回商评委上诉，维持一审判决，意味着“嘀嘀嘀嘀嘀嘀”声可以注册为商标。

### 涉嫌读取用户浏览记录
2021年1月14日晚，有网友在技术讨论社区V2EX反映，其从Microsoft Store安装的QQ桌面版涉嫌未经授权读取用户浏览记录，引起网友热议。经其他网民测试，发现Windows平台下的桌面版QQ和TIM均存在读取Chromium内核浏览器历史记录默认存储位置的行为，此行为最迟于2019年6月开始存在。腾讯官方账号于1月18日在知乎解释为“该操作为历史上线的一个对抗恶意登录的技术解决方案”，“所有相关数据不会上传至云端，不会储存，也不会用于任何其他用途”并致歉。腾讯在1月17日发布的新版QQ和TIM据称已经移除了相关代码。
1月19日中午，有网友发现，部分反映QQ未经允许读取用户浏览记录的网页已经被腾讯列入“危险网站”屏蔽名单，无法在QQ或TIM的内置浏览器中访问。

## 与奇虎360的纷争
2010年9月，360推出“360隐私保护器”后指控QQ扫描用户隐私，大量网民发现腾讯旗下的QQ，在后台大量扫描用户的隐私文件，并有网友投诉，360公司总裁齐向东曾表示，QQ窥视用户隐私的行为严重损害用户的利益，隐私数据的采集过程在后台完成，普通用户难以察觉到隐私数据被窥视或被窃取。腾讯公司在27日晚作出回应，否认QQ曾窥探用户隐私，强调「QQ绝不涉及任何用户隐私的泄露」，并聲稱「所谓的“监视”实为QQ安全检测模块在清除盗号木马和拦截恶意攻击，而该模块采用了安全软件普遍采用的检测技术。360隐私保护器的早期版本根据文件名进行匹配监测，所以对名为“QQ.exe”有“过敏反应”，任何可执行文件更名为QQ.exe后运行都会被360隐私保护器爆出偷窥隐私，包括360出品的软件。所以有网友把Notepad.exe改名为QQ.exe，也会有监测结果（Notepad.exe是记事本文件，在用户主动操作下会创建访问Office文档等，而360隐私保护器都会记录这些行为并提示用户）。在这种情况下，隐私保护器监测的结果中，会存在对于用户自己操作而留下的查看记录。基于以上情况，360隐私保护器公正性受到绝大多数网友质疑。」
2010年10月29日，360公司推出“扣扣保镖”软件声称「该工具将全面保护QQ用户的安全」随后腾讯发文谴责「‘扣扣保镖’通过外挂破坏QQ功能」，并称「将追究360法律责任」。11月3日晚，腾讯在官方网站发表《致广大QQ用户的一封信》，称“在装有360软件的电脑上将停止运行QQ软件”，表示“原本可以通过技术对抗360，但是最后还是决定把选择软件的权利交给用户”，随即用户在360运行的情况下无法登陆QQ；WebQQ被关停、360安全浏览器无法访问QQ空间。然而，在新浪网随后公布的一个超过100万网民参与的网上调查的结果显示，逾一半投票者会选择卸载QQ，逾7成投票者赞同“两家公司为自家利益，不考虑用户权益”的观点。随后，腾讯公司因涉嫌违反《中华人民共和国消费者权益保护法》侵犯用户权益面临在全国范围内多个用户的起诉。
腾讯则在旗下门户网站发表题为《360浏览器涉嫌借色情网站推广　公安介入调查》的文章，称「360安全浏览器有“涉黄行为”，腾讯已向深圳警方报案」。 尽管承认有扫描用户文件的问题，但腾讯称是为了扫描木马，也發表了「關於《360新推软件指QQ侵犯隐私》的声明」。
然而360总裁屠建路澄清，深圳网警证实根本没有调查取证一说，并说腾讯发布此声明，等同承认QQ的确扫描用户的隐私，若不扫描，根本无法得出“80%使用360安全浏览器的用户浏览色情网站”一说，而且，QQ扫描用户隐私的“流言”，早在四五年前在各讨论区已經存在。
不但騰訊，360保護用戶私隱也備受質疑。此次360与腾讯对峙的事件，互联网分析师认为是双方的利益之争。
2010年10月27日，腾讯联合金山、百度、傲游、可牛等公司发布了《反对360不正当竞争及加强行业自律的联合声明》，要求「主管机构对360不正当的商业竞争行为进行坚决制止，对360恶意对用户进行恫吓、欺骗的行为进行彻底调查。」
2010年10月29日，360公司推出一款名为"360扣扣保镖"的安全工具。该工具通过非法手段公然劫持QQ软件。中国社科院法学所课题组以及诸多法学专家、法律人士对扣扣保镖的技术特征和行为模式进行分析后发现，该产品涉嫌多处违法，360应承担相应法律责任。但是有部分专家认为，QQ用户需要每月交十块钱升级为会员，才可以享受屏蔽广告和其他的附加功能，而360通过该款免费软件，使非会员享受到了会员的待遇。360是为用户一件好事，但对腾讯来说，必定不会舒服。
2010年11月3日，騰訊發布聲明，表示安裝了360的電腦將不能繼續運行其即時通信軟體QQ。于此同时360公司下架涉嫌侵权的扣扣保镖，兩家公司的爭端持续升級。
2011年9月29日，终审360败诉，北京市第二中级人民法院就腾讯公司诉“360隐私保护器”不正当竞争纠纷案，判决「北京奇虎、奇智软件以及三际无限三公司停止侵权；三家公司需要在本判决生效起30天内在360网站的首页及法制日报上公开发表声明以消除影响，并赔偿原告腾讯经济损失40万元。」

## 微信相关争议

### 关键字审查
微信会执行中国大陆的關鍵字审查。特定词汇無法傳送給收件人。腾讯称，由于“技术故障”误将关键字审查应用于中国大陆之外的用户。腾讯总裁刘炽平表示“微信是针对内地，WeChat是针对国际市场”，内外有别。
2016年11月30日，加拿大公民实验室发布了针对微信关键字过滤问题的研究报告。研究发现关键词过滤仅针对使用中国大陆手机号码的注册用户；关键词被审查之后用户不会收到提示，而且群组聊天中的审查更为严格；关键词列表并非一成不变，新发现的关键词常与新闻事件有关。另外，微信自带的浏览器会对中国用户屏蔽一系列网站，而中国大陆之外的用户却可以使用微信自带的浏览器访问这些网站。
2020年5月7日，加拿大公民实验室再次发布了针对微信关键字过滤问题的研究报告。这次研究发现，微信对中国注册和非中国注册的账户都进行了内容监视。
德國之聲報道稱，加拿大多伦多大学公民实验室（Citizen Lab）周二（2020年3月3日）公布的研究显示，2020年2月，正值2019冠状病毒病疫情爆發之際，中國社交媒體平臺微信擴大審查範圍，87%敏感詞涉中共中央总书记习近平。

### 自媒体审查不严
一些迎合中国民族主义者口味的文章审查不严，例如从2016年起，每逢圣诞节前，自媒体创作“八国联军发明圣诞节”的谣言，这些文章和视频在微信群和朋友圈中被广泛传播。2020年4月16日，微信平台上因一篇题为《哈萨克斯坦为何渴望回归中国》的文章，并随后在搜狐等网络平台刊登后，引起哈萨克斯坦外交部就此事向中国外交部表示抗议。微信随后宣布展开清理，已删除“渴望回归中国”类违规文章227篇，对153个公众帐号进行封号处理。显示微信公众号并非第一次出现批量生产「标题党」文章的问题。2020年直到现在流行着，有关秦始皇登基诏书谣言“朕亡，亦将化身龙魂，佑我华夏永世不衰。”和给赵佗下了密诏“大秦可以亡，华夏不能亡”的谣言，而史实是。秦始皇在位时，赵佗只是讨伐岭南百越的副将，占据岭南后，是岭南三郡之一的南海郡龙川县的县令。当时岭南大军的主将是屠睢，后来换成了任嚣。这类文章虽然经过辟谣，但这类文章在微信仍然广泛传播。而一些有关政治的内容却审查得很严，例如梅艳芳的MV《莫逃避》禁MV不禁歌曲，因为MV有纳粹内容，一经发现必删。

### 隐私以及监控
一如Facebook等大多數相似應用，因为微信可以访问电话、短信，并用定位确定用户的位置，有人担忧微信使用户容易受到监视，尤其總部是設在網路管制的國家。而且用微信发送的文字讯息、留言照片、影片，通通都会经过位于中国大陆的服务器，消息本身也很容易被监控；中华民国国家安全局担忧微信变成中华人民共和国政府窃取情报的工具，呼吁政府公务人员不要使用。2017年11月，印度安全机构向在中印边界线上的部队下发通告，要求所有军人删除他们的智能手机中的外国应用程序，其中就包括微信。2018年3月起，澳大利亞國防部禁止工作人員使用微信，以防止中国在澳大利亞實行間諜活動。用户发送的敏感内容不仅无法传送到收件人，更可能会被腾讯截获并保存。异议人士胡佳称“国保”可以一字不差地复述胡佳在微信上跟朋友发送的语音消息。内蒙古网友因在微信上“批评当地政府贪污腐败”被拘留，而人权组织国际特赦组织也批评腾讯公司的QQ和微信的通信毫无隐私可言。网络安全公司 Lookout 发现，木马程式xRat可以取得手机极高的执行权限，讀取QQ和微信內的數據，并能远程控制照相机和麦克风。據公民實驗室（Citizen Lab），微信似乎能夠自動過濾黑名單上的詞彙，審查人員還可以不斷修改黑名單。這項技術可識別敏感圖像，在發送過程中就會被刪除，發送者更不會知道訊息已被攔截。
2020年2月24日，微信账号和Twitter追踪：中国政府通过追踪Twitter用户的手机号码和黑客攻击WeChat账号来寻找发表批评言论的人。在中国居住的江明通过VPN访问Twitter，并回应了一条批评中国政府对新冠疫情反应迟缓的推文。几天后，国家安全部门打电话给江明，要求与他见面。虽然江明要求合法传唤，但几天后，特工来到他位于东莞市的住所，称他的推文攻击了中国共产党。特工声称通过江明的推特账号所关联的手机号码，在政府数据库中找到了他的信息。拘留并强迫江明认罪，江明被迫签署了一份承诺书，承诺不再重复他所做出的“威胁”。
2020年7月30日，微信被北京互联网法院作出一审宣判，认为「微信读书3.3.0版本」（简称“微信读书”），微信好友之间的读书信息默认开放，构成对使用者信息权益的侵害。
2021年10月8日，有iOS用户发现，微信在用户未主动激活应用的情况下，在后台数次读取相册，每次读取时间长达40秒至1分钟不等。当晚，微信团队回应，iOS系统为app开发者提供相册更新通知标准能力，相册发生内容更新时会通知到app，提醒app可以提前做准备，app的该准备行为会被记录成读取系统相册。微信表示，上述行为均仅在手机本地完成，最新版本中将取消对该系统能力的使用，优化快速发图功能。
2021年10月9日，微信被发现于iOS平台上对用户相册进行扫描，且每隔几小时就会重复该行为，同时同一公司旗下的QQ和阿里巴巴的淘宝也被发现有此行为。微信代表在一份声明中称，该行为将在新版本中被取消。

### XCodeGhost
2015年9月，微信的iOS 6.2.5版本被发现植入恶意代码，有用户信息泄露的风险，究其原因，在于微信开发小组违规使用了第三方渠道的XCode。Xcode是苹果公司免费提供给开发者的集成开发环境工具，然而在2015年有植入了被称作XCodeGhost代码的版本在中国大陆网络上散播，部分开发者因为 GFW 影响下连接苹果商店速度缓慢而选择第三方下载，且没有验证签名，从而造成了最终应用的安全风险。
微信约在2015年9月20日于苹果应用商店下架了应用，稍迟提供更新版本，然而之后发布的iOS 6.2.6版更新日志中并未说明该风险。

### 不正當競爭
騰訊与百度、阿里巴巴并称中國大陸三大互聯網巨頭。因此，微信作爲騰訊旗下的產品，也因涉嫌對其他公司采取不正當競爭而引發廣泛的爭議。微信曾以“反對誘導分享”等理由，封禁快的公司、优步公司的微信内容（快的公司由阿里巴巴投資，优步爲世界流行的打車軟件），與此同時，騰訊投資的滴滴打車在微信上發佈同樣内容卻未被封禁。此外，微軟曾在微信中引入其人工智能公衆號“微软小冰”，亦被騰訊以“擾亂群聊秩序”等名義封禁。騰訊還一度封禁网易云音乐、虾米音乐等音樂軟件在微信上的分享功能，亦被懷疑是爲自家的QQ音乐站臺。
2013年11月22日，淘宝正式屏蔽了来自微信的访问。微信也很快反过来屏蔽了淘宝的链接访问，自此淘宝、天猫等阿里电商app分享至微信的网页链接将被限制从微信中访问；淘宝上线淘口令，该口令为一段自定义的文本内容格式，该分享方式存活至2018年5月29日，微信发布新规将封禁“淘口令”内容，而作为电商app京东商城则得到优于淘宝系电商应用的待遇，京东商品分享至微信内不会被禁止访问和打开。围绕微信屏蔽抖音短视频链接、今日头条被指误导公众指责腾讯游戏戕害儿童，称腾讯产品封杀其网页链接曾引发两大舆论争议，这些商业矛盾最终以不正当竞争诉讼的形式爆发。6月1日下午，腾讯称已起诉今日头条和抖音不正当竞争，索赔1元。与此同时，今日头条已于同日起诉腾讯不正当竞争，索赔9000万元。
2019年1月15日，三款社交App马桶MT、多闪和聊天宝在发布的当天被微信全面封杀。其中微信封杀多闪的事件也引发了一场公关战，也被媒体称为“头腾大战”。
2019年3月19日，多闪客户端向用户发送弹窗称“根据腾讯公司要求，凡在微信/QQ上的账户信息，包括头像、昵称的权益均属于腾讯公司。多闪方面建议，若头像、昵称与微信/QQ一致，需要进行更改，若昵称使用真名，则可以保留”。当日腾讯公司亦指出“多闪非法从抖音获取用户的微信/QQ头像和昵称”。对此多闪于当晚发表声明，称多闪未从微信获取数据，且用户头像和昵称来源于抖音，需在用户明确授权后才从抖音同步。此后在3月21日，《第一财经日报》报道在2019年2月，河南商丘睢阳区法院发布一条禁令，称商丘市民窦某要求多闪停止使用其微信头像、昵称，停止将其推荐给其他用户。而多闪未收到原告窦某的禁令申请，也未收到法院的禁令裁定书。对此多闪回应称“用户头像、昵称的授权和展示均合法合规”，同时在应用中提供了取消同步和推荐的能力，并表示上述做出的裁定“没有任何事实和法律依据，并且严重违反法律程序”。
2019年4月13日，律师张正鑫因无法通过微信直接向好友发送淘宝商品链接和抖音视频链接，认为微信运营者的行为侵犯通信自由，同时违反了《中华人民共和国反垄断法》相关规定，为此张正鑫将腾讯公司起诉至北京知识产权法院。4月23日，北京知识产权法院表示此案已正式受理。
2021年2月2日，抖音向北京知识产权法院提交訴狀，起訴騰訊壟斷。抖音认为，騰訊微信和QQ限制用戶分享來自抖音的內容，構成了《中华人民共和国反壟斷法》所禁止的「濫用市場支配地位，排除、限制競爭的壟斷行為」。抖音要求法院判令騰訊立即停止上述行為，刊登公開聲明消除不良影響，並賠償抖音經濟損失及合理費用9,000萬元人民幣。
2021年11月30日，腾讯公司宣布，将允许微信群聊用户直接打开第三方电商平台的链接。微信官方也发布《关于“微信外部链接内容管理规范”的更新声明》，表示在点对点聊天场景将可直接访问外部链接，而在群聊场景中也将试行开放电商类外部链接直接访问功能。此前，微信曾表示，将开放一对一聊天场景下访问外部链接，此前完全不能在微信分享的淘宝和抖音等链接现在可以一键分享。

### 俄罗斯封锁
2017年5月4日，俄罗斯联邦通信、信息技术与大众传媒监督局将微信列入黑名单，次日开始出现大规模封停状况。据称俄方封锁微信是因为运营方拒绝将用户信息上传给俄罗斯当局，因相同理由同时被封锁的还有LINE和BlackBerry Messenger等国外社交软件。中国有网站提醒在俄罗斯的微信用户暂时不要登出微信应用，否则将无法再次登录。5月11日，俄罗斯解除了对微信的封锁。
2023年3月，俄罗斯根据信息保护法将微信列入禁止政府机构使用外国应用程序的封锁名单。

### 2018年6月15日嚴打雙開及篡改軟件
2018年6月15日20时左右，微信进行了大批量的封号行动，被封号的用户将无法直接登录微信，并弹出相应解封說明提示。这次封号的重点依旧是之前的“双开微信”等微信辅助插件。未经微信官方確認的消息指，是次封号范围也包括安装使用Xposed框架篡改微信软件界面（美化），破解微信权限签名的用户。被認為这些用户不顾微信的使用协议，传播这些有用户隐私安全外洩風險的第三方工具軟體，并使用其一些批量功能发送微商推广，秒抢红包等功能，严重影响其他微信用户的利益。已經證實一些仅用了root權限管理软件的微信使用者，并未对微信进行修改、破解操作也被封号。本次賬號封禁行動涉及的全為安卓版本微信，被認為是微信團隊開始針對安卓root權限的實行封禁行動。

### 打压性少数团体事件
2021年7月，微信突然关闭大量涉及性少数（LGBT）团体的高校公众号和订阅号，被指侵犯LGBT者的人权和言论自由。以胡锡进为首的官媒则称对此毫不知情，又认为同性恋在中国已经没有受到公权力的打压，但有“一定保守性是必然的，也有其合理性”。新南威尔士大学中国及亚洲研究学高级讲师王盼博士认为，随着中国社会面临人口危机和生育率下降等问题不断加剧，同性恋被认为冲击了以一男一女为核心的家庭制度，因此政府自然地会审查打压相关信息。女权主义者李麦子认为这是中国政府打压有影响力的公众号的一种常见方法，特别是涉及性小众人群相关的内容。前中国外交官杨涵认为，此举释放的信号是性小众话题被中国官方视为容易受西方敌对势力的支持，因此要予以镇压。

### 其他事件
2014年3月，一批微信公眾號被关闭，理由大多是多次被用户举报“违反相关规定”。有20万订阅者的徐达内小报等微信公眾號，也都没有幸免於难。
2014年12月，腾讯开始封禁使用蓝叠等虚拟机（模拟器）登录微信的用户。不少用户因此质疑微信开放性，腾讯客服称“安卓模拟器不是我们的软件，所以不能用来登录微信。”
2017年4月19日，微信团队宣布即日起关闭苹果版本的公众号文章打赏功能。此后，公众号运营者只能在文章展示个人转账二维码，通过转账方式获取资金支持。微信作出此举的原因，据信是原有的打赏功能采用“指引客户使用非IAP机制进行购买的按钮”，违反App Store现行的条款，腾讯就此事和苹果展开“长期沟通协调”未果。
2017年6月8日，广东网信办责令关闭30个知名公众娱乐账号，业界估计损失超过60亿元人民币。
2018年2月25日起至3月底这段时间内，微信头像、昵称及个性签名、QQ空间个人档资料内容暂时无法修改。
2018年7月初，微信支付SDK被發現XML External Entity漏洞，該漏洞可導致微信支付伺服器上的商戶資訊（包括但不限於商戶的交易記錄、支付資訊管理等）外洩，微信官方也確認了這一資安漏洞的存在，並於2018年7月5日通過中国国家信息安全漏洞库發表了這一資訊以及相應的修復程式。2018年8月30日小游戏推广获得微信广告全量支持但大约十分钟又被主动删除。
2019年1月24日上午，微信出现大面积故障，影响部分用户的登录、信息发送等。表现为信息无法发送，弹出“微信账号已经被删除”的提示等。
2019年2月15日，部分报道指部分微信帐号在网站上明码标价出售，用于仙人跳、刷流量、赌博等非法活动。微信方面表示会展开“死水行动”，“从源头上打击养号黑产”。
2019年3月3日，有不少新浪微博网友发布关于微信App内翻译出现错误的截图，特别是涉及蔡徐坤的汉语拼音caixukun或拼音首字母缩写cxk。微信团队承认在翻译一些没有训练过的非英语正式词汇时会出现翻译问题，团队会紧急处理这些问题。

## 《王者荣耀》相关争议

### 改編角色與歷史人物教育的争议
2017年3月，《光明日报》报道称，《王者荣耀》角色名字虽然都取自中国历史和传说中的人物，但游戏中无论是形象还是内容，都与历史、传说完全不符合，改編也沒有提示。该报也评论称“作为文化产业门类的游戏也应该发挥游戏的这方面功能，不仅要加强娱乐游戏正能量，而且要注重以传播知识、训练能力为目的的应用游戏的开发，这样才能真正发挥游戏产业的重要作用”。《人民日报》微信随后转载了该文章，并评论称“开涮古代名人，只有轻佻，不见敬畏。当历史被毁容，乃至被肢解，不仅古人遭冒犯，今人受惊扰，更误人子弟，苍白了青少年的灵魂。不是所有东西都可游戏，开发手游，利益之上还有责任。如果利字当头，连小学生也不放过，恐怕只有耻辱，不见荣耀”。为此，腾讯回应称，将关注正史，使游戏的信息传递更加完善，并在游戏的登录介面及英雄介绍页说明「根据历史人物改编，背景故事纯属虚构」。
在此之前，王者荣耀官方微信已经增设了“为你读诗”栏目，该栏目会请游戏角色的配音演员来朗诵与角色相关的诗词。此外，《王者荣耀》游戏还推出、筹备了“煮酒论王者”、“王者历史课”等视频栏目，以便向玩家传播历史文化知识，游戏中更附有“历史上的……”，即忠实于正史记载的历史人物角色的故事。

### 沉迷
王者荣耀是中国大陆最受欢迎的手机游戏之一，一些媒体声称一些人极度沉迷于游戏当中，导致猝死。这种现象也引起了游戏官方的注意。为解决这个问题，腾讯自2017年7月4日起，在《王者荣耀》游戏采取防沉迷措施，基于游戏累计时长或单次时长对玩家进行相应提醒、下线等操作，实现防止沉迷游戏的目的。其中12周岁以下（含12周岁）未成年人每天限玩1小时，并计划上线每日21时以后禁止登录功能；12周岁以上未成年人每天限玩2小时，超出时间的玩家将被游戏强制下线；每日凌晨5时刷新累计时长以及登录时间。此外，《王者荣耀》将增加“未成年人消费限额”功能，限制未成年人的非理性消费。然而该系统上线以后，當日即已被商家成功破解，包括以特別方法篡改系統資料，將未成年人士的資料改為已成年，又或買賣已成年人士的帳號，部分更叫價高達數千元人民幣以上。为此《王者榮耀》方面表示，未來會將實名認證系統進一步強化，並配合相關部門進行身份真實性的校驗。此外，腾讯亦會將相關「家長監護」功能，直接綁定在硬件設備上，令家長可以透過設備而不是帳號，來管理孩子的玩樂時間，同時亦可避免他們透過多帳號登錄來規避限制。
防沉迷措施启动后，由于有漏洞，实际效果并不明显，引来了中国官媒的批評。2017年7月3日至7月6日，人民网观点频道连续刊登3篇批评王者荣耀的文章，其后，新华社也发表了3篇批批判《王者荣耀》的文章，而在2017年7月11日，《人民日报》第13版刊登署名 “巩育华”的文章《防沉迷药方，在父母手上》；7月12日，《人民日报》第17版刊登署名 “张洋”的文章《别让网游成为生活的全部》；7月13日，《人民日报》第19版刊登署名“张贺”的文章《手机为何成了“电子鸦片”》。上述中央媒体的连续刊文引发了公众关注，腾讯股价随之跌落。2017年7月5日，腾讯股价暴跌4.13%，市值减少1118亿港元。
2017年7月5日，腾讯公布“《王者荣耀》健康系统”上线试运行首日情况。7月11日，《王者荣耀》升级了对未成年用户的限制，“健康系统”包含的“12周岁及以下用户21点后限玩”功能已经开发完毕，将于7月18日正式上线，届时12周岁及以下用户在每日21时至翌日8时之间将被纳入限玩保护，无法进行游戏。7月14日，腾讯公司董事会主席兼首席执行官马化腾一行做客人民网。
2018年10月，腾讯接入公安机关的数据平台进行校验，可精准判断相关账号的实名信息是否为未成年人，进而决定是否将此账号纳入到健康系统的防沉迷系统中。

### 侵害未成年人權益
2021年6月1日《中华人民共和国未成年人保护法》新修訂正式實施，北京青少年法律援助与研究中心向北京市第一中级人民法院提起未成年人保护民事公益诉讼，诉讼指出《王者荣耀》存在大量侵害未成年人权益的行为，“罪名”包括将适龄标准从18岁下调至12岁、游戏角色过于暴露、篡改历史人物形象、诱导充值等。這是首例由社会组织提起的未成年人保护民事公益诉讼。

## 腾讯视频相关争议

### 超前点播相关争议
2019年7月29日，腾讯视频宣布《陈情令》超前点播，会员可通过单点付费形式购买当前未播内容，获得提前观看视频的资格。但有用户认为，购买会员时，界面显示VIP会员用户享有“始终多看四集”的权利。而腾讯却在《陈情令》播出期间采取开通超级会员提前放送全部剧集的点播形式，严重侵犯了已开通VIP会员用户的会员提前看权利。对此，腾讯视频表示“超前点播是为了满足一部分用户的加更需求”。

### 推送出现错误
2019年8月12日，腾讯视频向用户推送关于台风利奇马的相关消息，其内容为“山东省应急厅消息：台风利奇马已致全省人死亡，7人失踪”。当日中午，腾讯视频于官方微博发表声明，就编辑失误造成文案中遇难人数的缺失向山东网友致歉。

### 東京奧運開幕式轉播
2021年7月23日，腾讯视频轉播東京奧運開幕式，在運動員進場中華台北隊入場一刻切畫面，轉到由庞博所主持的體育脫口秀《環環環環環》長達20分鐘，錯過了第108隊入場的中國代表隊入場，引發中國網友撻伐。隔日，腾讯视频于官方微博表示，由於昨晚奧運開幕時多個網站均直播開幕式表演，騰訊也跟進了該時段節目直播，此是對點播版權超範圍使用，當直播到20:43，收到版權方要求立即停止超範圍使用，並對此向网友致歉。

## QQ音乐相关争议

### 垄断音乐版权
2016年7月12日，腾讯以旗下的QQ音乐业务收购拥有酷狗音乐及酷我音乐的中国音乐集团，组建腾讯音乐娱乐集团，垄断了环球唱片、索尼唱片、华纳唱片三家唱片公司及大量港台、日韩地区唱片公司的独家版权，掌握大量乐坛热门歌手的独家曲库资源，抢夺了网易云音乐及虾米音乐等平台的曲库资源。后来于2019年8月，市场监管总局对腾讯音乐娱乐集团展开反垄断调查，最终于2021年7月24日宣布对腾讯音乐集团处以50万元罚款，要求在30日内解除独家版权协议等，并停止高额预付金等版权费用支付方式、不得实施最惠国待遇条款等恢复市场竞争状态的措施。

### 广告相关争议
2020年5月，有网友在微博上表示，腾讯QQ音乐会在听歌时插播语音广告。语音广告主要分为播放结束后插播和播放中途插播两种形式，会在用户切歌时进行播放，且当用户进行切歌或者当前曲目播完切换后续歌曲时也会出现。对此，腾讯QQ音乐项目组发布官方回应，表示此次为小批量测试，仅针对部分非绿钻用户。但部分网友表示，即便开通绿钻会员，也可能有广告。
2021年11月，记者调查发现，QQ音乐除了在开屏页面设置广告外，歌曲播放页也插入了一段无法跳过的短视频广告，无论是否开通绿钻会员，均会自动播放广告，且用户亦无法关闭及跳过。大多数网友认为这种做法极大破坏了用户的体验。这种插入广告的行为引发了网友的争议，部分网友甚至在黑猫投诉平台上进行投诉。

### 会员相关争议
2021年9月，腾讯QQ音乐推出活动，赠送31天的绿钻会员。但随后有用户阅读活动规则，发现领取该会员后，用户会自动放弃长达三年的广告特权服务。引发了部分用户的争议。
后来有网友发现，开通绿钻会员后并不能彻底免除所有广告，只是会在一定程度上减少广告。
豪华绿钻用户享有一定程度的广告减免特权。豪华绿钻用户将享受不同程度地减免在收听、播放歌曲时接触到的广告内容，但不会完全消除所有广告和商业信息。
这对付费开通会员的用户来说，实际会员权益可能受损。

## 其他争议

### 《計算机世界》对腾讯的“粗暴报道”
2010年7月26日，中國大陸最大的IT專業媒體《計算机世界》（由中華人民共和國信息產業部電子科技情報所與美國國際數據集團合作出版）封面报道《“狗日”的騰訊》配图血腥企鹅三把刀，文章称腾讯“贪得无厌”“无耻模仿抄袭”，再次引起強烈反響。大部份網友持支持《計算机世界》的觀點，但也有網友指此舉有炒作之嫌；騰訊則連同旗下的博客公開強烈譴責《計算机世界》，并準備在深圳南山法院提出上訴，但獲得網友的同情分也不多。與此同時《計算机世界》的官方網站遭到了來自不明來源的攻擊，有網友指這是騰訊所為。不久《計算机世界》發表了道歉聲明以平息事件，承认标题和配图不妥。

### 騰訊被優視科技狀告不正當競爭
2011年11月4日，正值「3Q大戰」一周年之際，UC瀏覽器開發商廣州優視科技首席執行官俞永福宣布以「不正當競爭」為由，正式向騰訊提起訴訟。此前優視科技曾通過《致广大合作伙伴及UC浏览器用户书》，列舉UC瀏覽器遭遇騰訊公司的種種不公平競爭行為，包括捆绑销售、排他、綁架用戶、數據造假等。

### 火绒拦截腾讯推广进程
2017年12月25日，有用户反馈，火绒对腾讯官方程序进行报毒、自动拦截等处理，并因此怀疑火绒产品误杀、误报。对此，火绒联合创始人马刚在朋友圈发文称不是误杀，并发布声明解释此事。而在第二天即12月26日，腾讯发表文章称，情况属实，产品存在违规现象，已经下架。

### 暂停短视频应用外部链接直接播放功能
2018年4月11日，受内涵段子永久关停及快手、火山小视频临时下架影响，腾讯旗下的微信和QQ宣布以“互联网短视频整治”为由，暂停短视频应用外部链接直接播放功能，受影响的应用程序包括微视、快手、抖音短视频、西瓜视频等。在被封禁数月后，微信宣布解除对腾讯自家产品微视的分享限制（现时仅限部分微视短视频可以在微信朋友圈进行分享）。而快手由于利用之后开发的小程序的接口，导致短视频可以通过小程序分享到朋友圈，因此也被解除了分享限制。而今日头条系的抖音、西瓜视频，则仍处于封禁状态。

### 电脑QQ升级程序疑似存在漏洞
2019年8月18日，火绒安全团队根据用户反馈，发现一起利用腾讯QQ升级漏洞植入后门病毒的攻击事件，攻击者可利用该漏洞下发任意恶意代码。截止到目前，最新版QQ（包括TIM、QQ、QQ轻聊版、QQ国际版等等）都存在该漏洞。后来，腾讯TIM已经发布安全更新解决火绒发现的升级程序被劫持问题。

### “老干妈事件”
2019年4月起，辣椒酱品牌老干妈在腾讯的手机游戏“QQ飞车”上投放千万元广告，内容包括QQ飞车套装、赛事活动、海报宣传等。宣传结束后，腾讯多次向老干妈催缴欠款，分文未获，最终依法起诉，并于2020年6月请求法院查封老干妈1600多万元人民币的财产。老干妈却回应称未有过商业合作，并已经报案。7月1日下午，贵阳市公安局表示有3人为了获取游戏的礼包码而冒充老干妈公司人员与腾讯签订合作协议。随后贵阳警方逮捕了嫌疑人，腾讯则向老干妈道歉並达成和解。事件虽告一段落，但在外界争议、质疑仍然不断。

### 腾讯游戏从華為平台下架
2021年1月1日，華為屬下華為遊戲中心社區發出消息，表示騰訊遊戲於2020年12月31日單方面就雙方合作作出重大變更，令雙方繼續合作產生重大障礙，評估後決定依此要求暫停相關合作，將騰訊遊戲從華爲應用市場下架。同日晚，华为应用市场重新上架了腾讯游戏。

### 被工信部暂停更新
2021年11月25日，工信部宣布，对腾讯采取过渡性行政指导措施，应用程序新产品上架前需经技术检测，检测合格后才能正常上架。

### 被美国政府制裁
2025年1月，美国国防部认定腾讯涉嫌与军事存在联系，被列入中国军事公司黑名单，导致腾讯美股下跌7.8%。腾讯董事长马化腾声明称，将与美国防部进行讨论，必要时采取法律诉讼手段。

### 遭索尼起诉抄袭
2025年7月25日，索尼互动娱乐在美国加利福尼亚北区联邦地区法院起诉腾讯，指控腾讯即将推出的游戏《荒野起源》照搬其作品《地平线 黎明时分》。索尼指出，《荒野起源》预告片画面与《地平线》系列游戏颇为相似，标题字体也与《地平线》系列游戏相似，可能会让买家产生混淆。诉状显示，腾讯早在2023年便开始开发《荒野起源》；在2024年3月的游戏开发者大会上，腾讯向索尼互动娱乐子公司Aurora Studios申请授权，希望许可开发一款基于《地平线》续集游戏，但被索尼拒绝。索尼在诉讼中强调：“显然，腾讯并没有因为索尼拒绝授权其《地平线》的知识产权而停止侵权。”